# Station Bochum-Dahlhausen
Station Bochum-Dahlhausen (Duits: Bahnhof Bochum-Dahlhausen) is een S-Bahnstation in het stadsdeel Dahlhausen van de Duitse stad Bochum. Het station ligt aan de spoorlijnen Essen-Überruhr - Bochum-Langendreer en Düsseldorf - Hagen.

## Treinverbindingen
| Serie | Treinsoort            | Route                                                                                        | Bijzonderheden |
| ----- | --------------------- | -------------------------------------------------------------------------------------------- | -------------- |
| S 3   | S-Bahn (DB Regio NRW) | Oberhausen Hbf – Mülheim (Ruhr) Hbf – Essen Hbf – Bochum-Dahlhausen – Hattingen (Ruhr) Mitte |                |

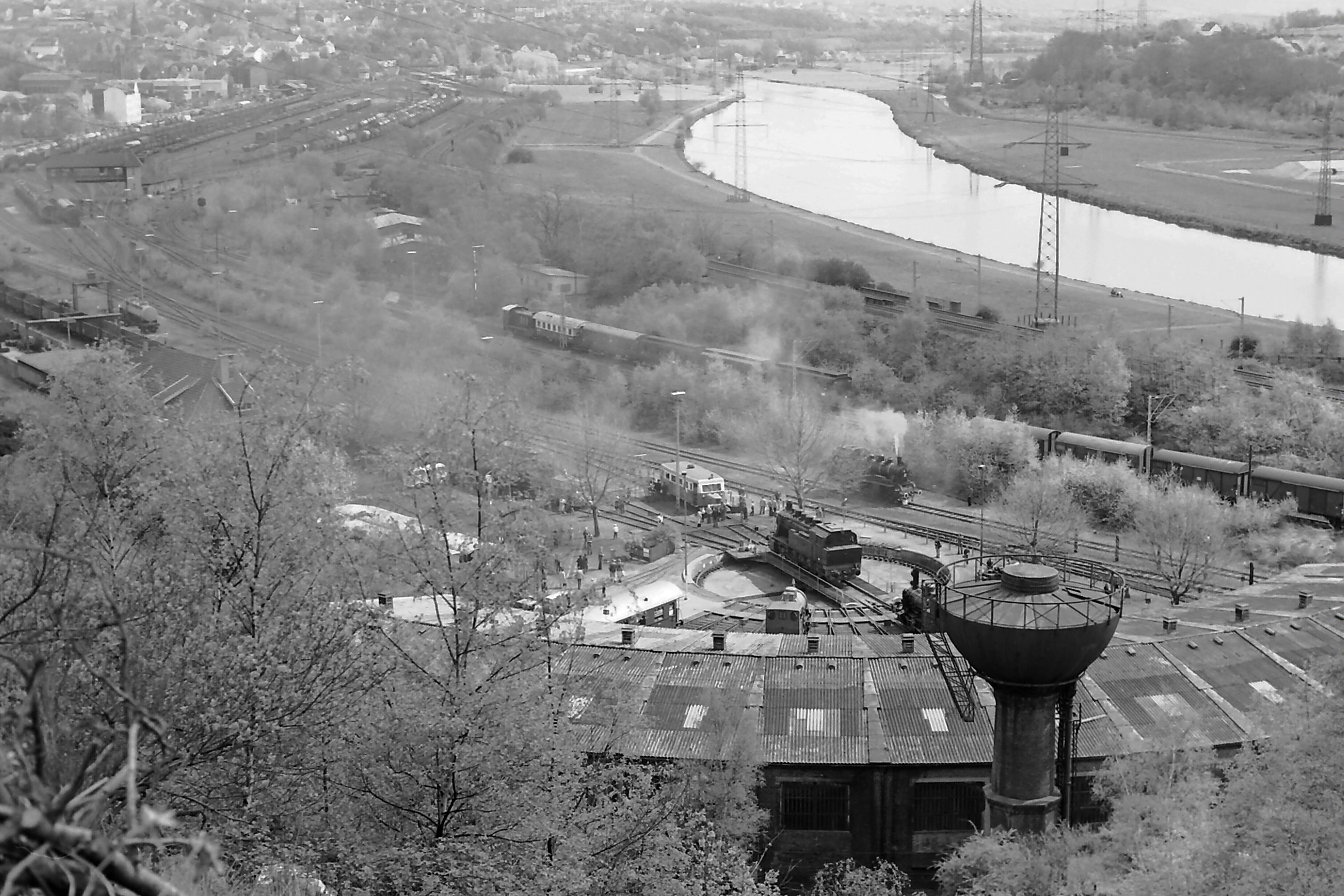
Goederenstation Bochum-Dahlhausen met depot, in gebruik als spoorwegmuseum